# Johann Christian Carsten Meyn
Johann Christian Carsten Meyn (* 29. August 1810 in Hamburg; † 9. Februar 1899 in Carlshütte bei Rendsburg) war ein deutscher Techniker, Zeichner und Lithograf.

## Leben
Johann Christian Carsten Meyn wurde in Hamburg als Sohn eines Weinhändlers geboren. Nach dem Besuch einer Privatschule und des Johanneums absolvierte er eine Lehre in einem kaufmännischen Unternehmen. Er bildete sich im Selbststudium auf technischem Gebiet weiter und führte Studienreisen nach England durch.
1837 gründete Meyn in St. Georg eine Maschinenfabrik mit Dampfkesselfertigung und Eisengießerei, die an Industriebetriebe und Eisenbahnunternehmen lieferte. Abnehmer waren unter anderem die Berlin-Hamburger Bahn und die Friedrich-Franz-Eisenbahn. Meyn schloss 1854 die Fabrik und eröffnete ein technisches Büro, in dem er als Ingenieur tätig war. 1861 wurde er technischer Direktor der Carlshütte bei Rendsburg. Er blieb in dieser Funktion bis 1880.
Meyn diente beim Hamburger Bürgermilitär. Er war 1841 Leutnant der 4. Kompanie und 1842 Oberleutnant der 5. Kompanie des 2. Bataillons. 1843 war er Kapitän der 3. Kompanie des 7. Bataillons und wurde 1848 Major dieses Bataillons. Als Angehöriger des Bürgermilitärs  war er 1842 beim Hamburger Brand im Einsatz und wirkte 1848 bei der Unterdrückung der Unruhen gegen die Torsperre auf dem Lämmermarkt vor dem Steintor mit.
Meyn war von 1850 bis 1861 Mitglied der Feuerkassendeputation und von
1860 bis 1861 Mitglied der Stadtwasserkunstdeputation. Er gehörte der Hamburger Konstituante an und war von 1859 bis 1861 Mitglied der Hamburgischen Bürgerschaft.

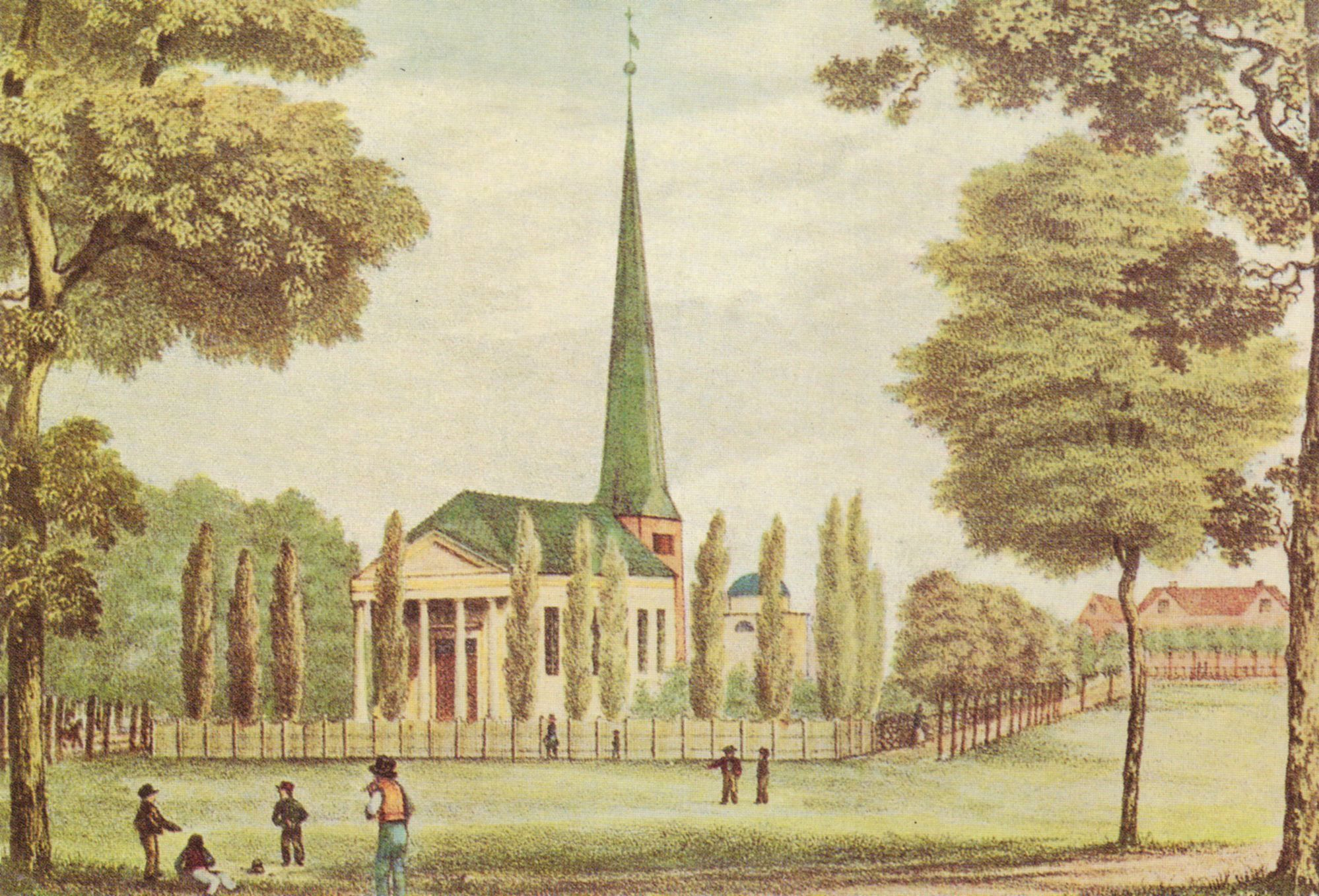
Meyn: Wandsbeker Kirche mit Schimmelmann-Mausoleum

Meyn war überdies ein begabter Zeichner und Lithograph, von dem sich besonders aus den 1830er Jahren Landschaften, Ortsansichten und Architekturzeichnungen aus Hamburg und dem Hamburger Umland bis hin nach Lübeck erhalten haben.
Johann Christian Carsten Meyn war seit 1. Dezember 1838 mit Emma Knoph, der Tochter des Hamburger Münzmeisters verheiratet. Seine Enkelin war die Malerin Emma Meyn.

## Ehrungen und Auszeichnungen
Nach Johann Christian Carsten Meyn wurde 1977 der Carsten-Meyn-Weg in Hamburg-Poppenbüttel benannt.